# Lista över offentlig konst på Kungsholmen i Stockholm
Lista över offentlig konst på Kungsholmen i Stockholm är en ofullständig förteckning över utomhusplacerade skulpturer och annan offentlig konst i stadsdelsområdet Kungsholmen i Stockholms kommun,vilket omfattar stadsdelarna Kungsholmen, Fredhäll, Marieberg, Stadshagen, Lilla Essingen och Stora Essingen.

## Stadshusparken
| Titel                                                                 | Konstnär(er)               | Årtal | Beskrivning                                                                                              | Typ - material       | Plats Koordinater                                                       | Bild                                                                  |
| --------------------------------------------------------------------- | -------------------------- | ----- | --- | -------------------- | ----------------------------------------------------------------------- | --------------------------------------------------------------------- |
| Ragnar Östberg                                                        | Torwald Alef               | 1972  | byst över Ragnar Östberg                                                                                 | byst - Brons         | Ragnar Östbergs plan, vid Stadshusets sydvästra hörn 59.32714, 18.05331 | Ragnar Östberg                                                        |
| Bacchus på lejonet                                                    | Ansgar Almquist            | 1934  | | brons                | vid Stadshuskällaren koordinater saknas                                 | Bacchus på lejonet                                                    |
| Sten Sture d.ä., Johannes Rudbeckius, Olaus Petri och Olof Skötkonung | Ansgar Almquist            |       | statyer över Sten Sture d.ä., Johannes Rudbeckius, Olaus Petri och Olof Skötkonung                       | staty - brons        | västra borggårdsfasaden koordinater saknas                              | Sten Sture d.ä., Johannes Rudbeckius, Olaus Petri och Olof Skötkonung |
| ängel                                                                 | Bertil Berggren Askenström | 1969  | |                      | S:t Carinstornet vid nordöstra hörnet koordinater saknas                | ängel                                                                 |
| Dansen                                                                | Carl Eldh                  | 1929  | |                      | Stadshusträdgården 59.32685, 18.05518                                   | Dansen                                                                |
| Sången                                                                | Carl Eldh                  | 1929  | |                      | Stadshusträdgården 59.32688, 18.05539                                   | Sången                                                                |
| Diktaren, Poeten och Målaren                                          | Carl Eldh                  |       | Konstnärsgruppen med August Strindberg (Diktaren), Ernst Josephson (Målaren) och Gustaf Fröding (Poeten) | marmor               | Stadshusträdgården koordinater saknas                                   | Diktaren, Poeten och Målaren                                          |
| två fontäner                                                          | Nils Enberg                |       | | granit               | Stadshusträdgården 59.32693, 18.05518                                   | två fontäner                                                          |
| Engelbrekt                                                            | Christian Eriksson         | 1932  | staty över Engelbrekt                                                                                    | staty - brons        | Stadshusträdgården 59.3275, 18.055                                      | Engelbrekt                                                            |
| Sankt Göran och draken                                                | Christian Eriksson         |       | | förgylld brons       | Jungfrutornet 59.32733, 18.05602                                        | Sankt Göran och draken                                                |
| Prinsessan                                                            | Christian Eriksson         |       | | förgylld brons       | Jungfrutornet koordinater saknas                                        | Prinsessan                                                            |
| Carl Larsson                                                          | Christian Eriksson         | 1928  | relief över Carl Larsson                                                                                 | relief - sten        | södra portiken koordinater saknas                                       | Carl Larsson                                                          |
| Morgonrodnad                                                          | Marcus Lövblad             |       | | förgylld brons       | Stadshusträdgården koordinater saknas                                   | Morgonrodnad                                                          |
| Lokes straff                                                          | Ida Matton                 |       | | vit marmor           | fontängrottan vid Birgerskansen 59.32706, 18.05596                      | Lokes straff                                                          |
| Gustaf Sandberg                                                       | Rafael Rådberg             |       | byst över Gustaf Sandberg                                                                                | byst - sten          | vid Birgersskansen koordinater saknas                                   | Gustaf Sandberg                                                       |
| Drottning Kristina                                                    | Aron Sandberg              | 1923  | staty över drottning Kristina                                                                            | staty - sandsten     | på nordvästra hörnet, högt upp 59.32769, 18.05345                       |                                                                       |
| Stockholmsstocken                                                     | Aron Sandberg              | 1923  | | svart granit         | vid Birgersskansen, nära sydöstra hörnet 59.3275, 18.055                | Stockholmsstocken                                                     |
| Tre kronor                                                            | Gustaf Sandberg            |       | | förgylld koppar      | Stadshustornet 59.32729, 18.05556                                       | Tre kronor                                                            |
| Musik                                                                 | Gustaf Sandberg            |       | | förgylld koppar      | taket, längan mot Riddarfjärden koordinater saknas                      | Musik                                                                 |
| Skulptur                                                              | Gustaf Sandberg            |       | | förgylld koppar      | taket, längan mot Riddarfjärden koordinater saknas                      | Skulptur                                                              |
| Arkitektur                                                            | Gustaf Sandberg            |       | | förgylld koppar      | taket, längan mot Riddarfjärden koordinater saknas                      | Arkitektur                                                            |
| Måleri                                                                | Gustaf Sandberg            |       | | förgylld koppar      | taket, längan mot Riddarfjärden koordinater saknas                      | Måleri                                                                |
| Katarina av Vadstena/Flickan med hinden                               | Gustaf Sandberg            |       | | förgylld koppar      | taket, längan mot Hantverkargatan koordinater saknas                    | Katarina av Vadstena/Flickan med hinden                               |
| Birger jarls kenotaf                                                  | Gustaf Sandberg            |       | | granit               | vid östra fasaden 59.3275, 18.055                                       | Birger jarls kenotaf                                                  |
| Helgonet med kronan                                                   | Gustaf Sandberg            |       | | brons                | borggårdens norra fasad koordinater saknas                              | Helgonet med kronan                                                   |
| portal                                                                | Gustaf Sandberg            |       | | granir               | norra fasaden, västra sidan om porten koordinater saknas                | portal                                                                |
| Crokus                                                                | Tore Strindberg            |       | | brons                | Stadshusträdgården, kajen 59.32671, 18.05359                            | Crokus                                                                |
| Näcken                                                                | Tore Strindberg            |       | | granit               | stenläggningen i Stadshusparken koordinater saknas                      | Näcken                                                                |
| Stockholms yrkesmän genom åtta århundraden                            | Axel Wallert               |       | frs med 23 förgyllda figurer                                                                             |                      | östra fasaden koordinater saknas                                        |                                                                       |
| Sankt Erik, Sankta Klara, Maria Magdalena och Sankt Nikolaus          | Okänd                      |       | statyer över Sankt Erik, Sankta Klara, Maria Magdalena och Sankt Nikolaus                                | staty - kopparklädda | Stadshustornet koordinater saknas                                       | Sankt Erik, Sankta Klara, Maria Magdalena och Sankt Nikolaus          |

## Övriga stadsdelen Kungsholmen
| Titel                                                            | Konstnär(er)                   | Årtal   | Beskrivning                                                                             | Typ - material                 | Plats Koordinater                                                                    | Bild                                                             |
| ---------------------------------------------------------------- | ------------------------------ | ------- | --------------------------------------------------------------------------------------- | ------------------------------ | ------------------------------------------------------------------------------------ | ---------------------------------------------------------------- |
| Lyssnande vägg                                                   | May Bente Aronsen              | 2009    |                                                                                         | Textil                         | Stockholms tingsrätt, Rådhuset (inomhus) koordinater saknas                          | Det är troligen inte ok att ladda upp en bild av detta konstverk |
| Reception                                                        | Carl Hammoud                   | 2007    |                                                                                         | Helhetsgestaltning             | Dörrarna till Stockholms tingsrätts säkerhetssalar. Bergsgatan 50 koordinater saknas |                                                                  |
| Grid 6 (Five Chairs)                                             | Rachel Whiteread               | 2010    |                                                                                         | Skulptur - Betong              | Blekholmstorget vid Kungsbrohuset koordinater saknas                                 |                                                                  |
| Korvhunden                                                       | Olle Brand                     |         |                                                                                         | Brons                          | Grubbensparken koordinater saknas                                                    | Korvhunden                                                       |
| Grodan                                                           | Olle Brand                     |         |                                                                                         | Brons                          | Grubbensparken koordinater saknas                                                    | Grodan                                                           |
| Ros                                                              | Arthur Gerle                   |         | fasadskulptur                                                                           | granit                         | Vasa Gymnasium, fasad mot skolgården koordinater saknas                              | Ros                                                              |
| Livtag                                                           | Arthur Gerle                   |         | fasadskulptur                                                                           | granit                         | Vasa Gymnasium, fasad mot skolgården koordinater saknas                              | Livtag                                                           |
| Snöboll                                                          | Arthur Gerle                   |         | fasadskulptur                                                                           | granit                         | Vasa Gymnasium, fasad mot skolgården koordinater saknas                              | Snöboll                                                          |
| Ris                                                              | Arthur Gerle                   |         | fasadskulptur                                                                           | granit                         | Vasa Gymnasium, fasad mot skolgården koordinater saknas                              | Ris                                                              |
| Orfeus-huvud                                                     | Carl Milles                    | 2000    |                                                                                         | Brons, granit                  | Grubbens trädgård 59.33472, 18.04167                                                 | Orfeus-huvud                                                     |
| Skådespel                                                        | Sivert Lindblom                | 2000    |                                                                                         | Brons, granit                  | Grubbens trädgård, Sankt Eriksområdet 59.33508, 18.042                               | Skådespel                                                        |
| Fågel Blå                                                        | Tyra Lundgren                  | 1975    |                                                                                         | Brons                          | Yngve Larssons park 59.32836, 18.05485                                               | Fågel Blå                                                        |
| Ikaros med draken                                                | Barbro Lindvall-Liljander      | 1979    |                                                                                         | Rostfri plåt                   | Kronobergsparken koordinater saknas                                                  | Ikaros med draken                                                |
| Vesslan                                                          | Otto Strandman                 | 1912    |                                                                                         | Fontänskulptur - granit, brons | Kungsholmstorg 59.32803, 18.04265                                                    | Vesslan                                                          |
| Litet lejon                                                      | Monika Masser                  | 2008    |                                                                                         | Brons                          | Kungsholmstorg 59.32889, 18.04306                                                    | Litet lejon                                                      |
| Färgtorn                                                         | Lars Erik Falk                 | 1981    |                                                                                         | Polykromt stål                 | nära Lindhagensplan 59.33111, 18.02083                                               | Färgtorn                                                         |
| Fabeldjur                                                        | Margot Hedeman                 | 1975    |                                                                                         | Brons                          | Norr Mälarstrand /Baltzar von Platens gata 59.32796, 18.03085                        | Fabeldjur                                                        |
| Organisk form                                                    | Owe Pellsjö                    | 1971    |                                                                                         | Brons                          | Norr Mälarstrand/John Erikssonsgatan koordinater saknas                              | Organisk form                                                    |
| Tuffsen                                                          | Egon Möller-Nielsen            | 2002    |                                                                                         | Betong                         | Norr Mälarstrand 59.32674, 18.03956                                                  | Tuffsen                                                          |
| Pontonjärstenen/ Sveastenen                                      | P A Palm (stenhuggare)         | 1935    |                                                                                         | Granit                         | Pontonjärparken koordinater saknas                                                   | Pontonjärstenen/ Sveastenen                                      |
| Domarring                                                        | Egon Möller-Nielsen            | 1951    |                                                                                         | Betong                         | Rålambshovsparken 59.32903, 18.02534                                                 | Domarring                                                        |
| Fjärilen                                                         | Elli Hemberg                   | 1980    |                                                                                         | Betong                         | Rålambshovsparken 59.32938, 18.02428                                                 | Fjärilen                                                         |
| Monument över yxman                                              | Eric Grate                     | 1967    |                                                                                         | Brons                          | Rålambshovsparken 59.32798, 18.02684                                                 | Monument över yxman                                              |
| Segel                                                            | Elli Hemberg                   | 1974    |                                                                                         | Rostfritt stål                 | Tekniska nämndhuset, Fleminggatan 4 59.33322, 18.04881                               | Segel                                                            |
| Gosse med urna                                                   | David Wretling                 | 1981    |                                                                                         | Fontänskulptur - Brons         | Sysslomansparken koordinater saknas                                                  | Gosse med urna                                                   |
| Fiskarflickan                                                    | Ansgar Almquist                |         |                                                                                         |                                | Landstingsparken 59.32937, 18.03958                                                  | Fiskarflickan                                                    |
| Hantverkargatan                                                  | Aston Forsberg                 | 1967    | gallergrindar i driven koppar på stålstomme, numera monterade på väggen innanför porten | koppar på stålstomme           | Hantverkargatan 25 59.32855, 18.04556                                                | Hantverkargatan                                                  |
| ventilationstrummor                                              | Lars Englund                   | 1972-75 |                                                                                         | aluminium                      | ventilationstrummorna på Rikspolisstyrelsens hus, Polhemsgatan 30 59.331, 18.03717   | ventilationstrummor                                              |
| Sankt Erik                                                       | Christian Eriksson             | 1910-15 |                                                                                         | sten                           | Rådhusets entréfasad 59.33073, 18.04397                                              | Sankt Erik                                                       |
| Länsväg 2000                                                     | Aston Forsberg                 | 1972    |                                                                                         | cortenstål                     | parken till Landstingshuset, Hantverkargatan 45 59.32827, 18.03981                   | Länsväg 2000                                                     |
| Fontänskulptur                                                   | Torsten Fridh                  | 1967-71 |                                                                                         | basalt                         | Länsstyrelsen, Hantverkargatan 29 koordinater saknas                                 |                                                                  |
| Ingeborg                                                         | Gerhard Henning                | 1958    |                                                                                         | brons                          | Hantverkargatan 15 59.32829, 18.04792                                                | Ingeborg                                                         |
| Duvan                                                            | Hertha Hillfon                 | 1999    |                                                                                         |                                | Grubbensparken koordinater saknas                                                    | Duvan                                                            |
| Klot (två klot)                                                  | Sivert Lindblom                |         |                                                                                         | brons                          | Entrén till Landstingshuset från Hantverkargatan 59.32928, 18.04034                  |                                                                  |
| Kejsarens nya kläder                                             | Sven Lundqvist                 |         |                                                                                         |                                | Bolinders plan 1 59.3294, 18.05201                                                   | Kejsarens nya kläder                                             |
| Tidningsläsarna                                                  | Sven Lundqvist                 |         |                                                                                         | brons                          | Fleminggatan 59.33375, 18.03914                                                      | Tidningsläsarna                                                  |
| port                                                             | Sven Lundqvist                 | 1968    |                                                                                         | brons                          | Länsstyrelsen, Hantverkargatan 29 koordinater saknas                                 |                                                                  |
| port till Polishuset                                             | Bror Marklund                  | 1957    |                                                                                         | koppar, brons                  | Stockholms polishus, Kungsholmsgatan 37 59.33214, 18.04046                           | port till Polishuset                                             |
| Människor                                                        | Anna Mizak                     |         |                                                                                         |                                | Grubbensparken 59.33292, 18.04552                                                    | Människor                                                        |
| Mimi/La petite baigneuse                                         | Gunnar Nilsson                 | 1967    |                                                                                         | brons                          | utanför Stockholms stadsarkiv 59.32983, 18.0495                                      | Mimi/La petite baigneuse                                         |
| Sankt Erik                                                       | Gustaf Nordahl                 | 1967    |                                                                                         | brons                          | Tekniska nämndhuset, Fleminggatan 4 koordinater saknas                               | Sankt Erik                                                       |
| Saknar titel                                                     | Bo Notini                      | 1940    | skulpturer som kompletterar HSB:s emblem ovanför porten                                 | gjutjärn                       | HSB:s kontorshus, Fleminggatan 41 59.33333, 18.04017                                 | Saknar titel                                                     |
| portal                                                           | Erik Palmstedt                 | 1792    |                                                                                         | sten                           | tidigare Serafimerlasarettet, Hantverkargatan 2 koordinater saknas                   | portal                                                           |
| Dansen                                                           | Tomas Qvarsebo                 |         |                                                                                         | skulptur - brons               | Parken framför Landstingshuset, Hantverkargatan 59.3291, 18.04073                    | Dansen                                                           |
| Sentida kors                                                     | Torsten Renqvist               |         |                                                                                         |                                | Grubbensringen 59.33358, 18.0425                                                     | Sentida kors                                                     |
| Justitiabrunnen                                                  | Gustaf Sandberg Carl Westman   | 1919    |                                                                                         | brons                          | Rådhusparken utanför Rådhuset 59.33139, 18.04361                                     | Justitiabrunnen                                                  |
| Justitia                                                         | Gustaf Sandberg                | 1915    |                                                                                         | koppar                         | porten till Rådhuset 59.33074, 18.04398                                              | Justitia                                                         |
| reliefer föreställande de sju dödssynderna samt man bakom galler | Gustaf Sandberg                | 1915    |                                                                                         | relief - granit                | porten till Rådhuset 59.33074, 18.04398                                              | reliefer föreställande de sju dödssynderna samt man bakom galler |
| Valans pelare                                                    | Gustaf Sandberg                | 1915    |                                                                                         | granit                         | entréhallen till Rådhuset 59.33075, 18.03826                                         | Valans pelare                                                    |
| Fördrivningen ur paradiset                                       | Gustaf Sandberg                | 1915    |                                                                                         | granit                         | Rådhusets murport mot Scheelegatan 59.33004, 18.04312                                | Fördrivningen ur paradiset                                       |
| masker                                                           | Aron och/eller Gustaf Sandberg | 1915    |                                                                                         | koppar                         | entrén till Rådhuset 59.33073, 18.04397                                              | masker                                                           |
| allegoriska skulpturer                                           | Aron Sandberg Gustaf Sandberg  | 1927    |                                                                                         | koppar                         | trappstegsgavel, Norr Mälarstrand 26 koordinater saknas                              |                                                                  |
| Noas dans                                                        | Lasse Trollberg                | 1975    |                                                                                         |                                | Trygg-Hansahuset, Fleminggatan 59.33334, 18.04465                                    | Fler bilder                                                      |
| Lekande uttrar                                                   | Kent Ullberg                   |         |                                                                                         | brons                          | Grubbensparken koordinater saknas                                                    | Lekande uttrar                                                   |
| portalöverstycke                                                 | Axel Wallenberg                | 1924-26 |                                                                                         | stuck                          | Jakob Westins gata 5 koordinater saknas                                              |                                                                  |
| bronsport                                                        | Per-Erik Willö                 | 1959    |                                                                                         | brons                          | Stockholms stadsarkiv, Kungsklippan 6 koordinater saknas                             | bronsport                                                        |
| skulpturer                                                       | Okänd                          |         |                                                                                         |                                | Piperska murens trädgård 59.33053, 18.04506                                          | skulpturer                                                       |
| byster                                                           | Okänd                          |         |                                                                                         |                                | Piperska muren 59.33053, 18.04506                                                    | byster                                                           |
| Riddare                                                          | Peter Linde                    | 1988    |                                                                                         | brons                          | utanför Stockholms tingsrätt, Fleminggatan 14 59.33292, 18.04552                     | Riddare                                                          |
| Okänd titel                                                      | Okänd                          |         | Gul form som lyser nattetid                                                             | plast, ljus                    | Vid foten av Piperska trappan 59.33045, 18.04594                                     |                                                                  |

## Marieberg, Fredhäll och Stadshagen
| Titel                          | Konstnär(er)                                             | Årtal | Beskrivning                 | Typ - material                    | Plats Koordinater                                                           | Bild                           |
| ------------------------------ | -------------------------------------------------------- | ----- | --------------------------- | --------------------------------- | --------------------------------------------------------------------------- | ------------------------------ |
| Moby Dick                      | Johan Paalzow                                            | 2004  |                             | Skulptur - glasfiberarmerad plast | Konradsberg 59.32958, 18.01328                                              | Moby Dick                      |
| Insektsfåglar                  | Ulf Sucksdorff                                           | 1975  |                             | lekskulptur - driven mässing      | Fredhällsparken 59.33167, 18.00583                                          | Insektsfåglar                  |
| Kjolen                         | Anita Brusewitz-Hansson                                  | 1971  |                             | Brons                             | Fredhällsparken 59.332, 18.00283                                            | Kjolen                         |
| Luntar                         | Harry Modin                                              | 1999  |                             | betong, brons, neon               | Kristinebergs strand 29-31 koordinater saknas                               |                                |
| Metarskulptur                  | Anna Tegeström Wolgers                                   | 1999  |                             | Brons, betong                     | Kristinebergs strand 35 koordinater saknas                                  |                                |
| Silverted                      | Helen Partos                                             | 2004  |                             | Aluminium                         | Kvarteret Grönsiskan koordinater saknas                                     |                                |
| Fiskfossil                     | Ebba Hedqvist                                            | 1985  |                             | Rostfritt stål                    | Smedsudden 59.32472, 18.02194                                               | Fiskfossil                     |
| Smalspårig växel               | Inga Bagge                                               | 1990  |                             | Stål                              | Smedsudden 59.325, 18.02278                                                 | Smalspårig växel               |
| Häst och ryttere               | Asmund Arle                                              | 1972  |                             | brons                             | utanför Thorildsplans gymnasium, Drottningholmsvägen 82 59.33194, 18.01389  | Häst och ryttere               |
| Friheten vår lösen             | Stig Blomberg                                            | 1951  |                             | brons                             | Rålambsvägen 17 59.32806, 18.01611                                          | Friheten vår lösen             |
| Råbock                         | Georg Ganmar                                             | 1960  |                             | brons                             | Klastorpsskolans gård, Atterbomsvägen 1 koordinater saknas                  |                                |
| brunn                          | Eric Grate                                               | 1948  |                             | brons                             | gården till Rålambsvägen 30 koordinater saknas                              |                                |
| Strömkarlen                    | Eric Grate                                               | 1953  |                             | brons                             | gården, Alströmergatan 9 koordinater saknas                                 |                                |
| Virvelvind                     | Elli Hemberg                                             | 1970  |                             | cortenstål                        | utanför entrén till Riksarkivet 59.32684, 18.02259                          | Virvelvind                     |
| Mariebergsstenen               | Ragnar Hjorth                                            | 1953  |                             | marmor                            | Mariebergsparken 59.3275, 18.01861                                          | Mariebergsstenen               |
| fontän                         | Brita Hörlin                                             |       |                             | vitmålad betong                   | gården, Alströmergatan 32 koordinater saknas                                |                                |
| Harlekin                       | Peter Linde                                              | 1992  |                             | brons                             | Rålambsvägen 14 koordinater saknas                                          | Harlekin                       |
| Columbine                      | Peter Linde                                              |       |                             | brons                             | Rålambsvägen 14 koordinater saknas                                          | Columbine                      |
| Artisten                       | Peter Linde                                              |       |                             | brons                             | Rålambsvägen 10 koordinater saknas                                          | Artisten                       |
| Pierrot                        | Peter Linde                                              |       |                             | brons                             | Rålambsvägen 10 koordinater saknas                                          | Pierrot                        |
| Jan Amos Comenius              | Vratismil Vecera                                         | 1957  | byst över Jan Amos Comenius | byst - brons                      | vid entrén till tidigare Lärarhögskolan, Rålambsvägen 24 koordinater saknas |                                |
| Pojke med stjälpt urna         | David Wretling                                           | 1942  |                             | konststen                         | Smedsudden koordinater saknas                                               |                                |
| kvinna med urna                | David Wretling                                           |       |                             | brons                             | parken vid Stockholms sjukhem, Mariebergsgatan 10 koordinater saknas        |                                |
| Fåglar                         | Okänd                                                    |       |                             |                                   | plaskdammen i Fredhällsparken koordinater saknas                            | Fåglar                         |
| Växthus; Danspaviljong; Trappa | Ebba Matz                                                | 2013  |                             | Betong, Brons, Plåt, Trä          | Kristinebergs slottspark, Kristinebergs slottsväg 17 59.3337, 18.00563      | Växthus; Danspaviljong; Trappa |
| Parklyktor                     | Sofia Lagerkvist Charlotte von der Lancken Anna Lindgren | 2013  |                             | Plast, Stål                       | Kristinebergs slottspark, Nordenflychtsvägen 7 59.33314, 18.00222           | Parklyktor                     |
| Brovakten                      | Albin Karlsson                                           | 2013  |                             | Aluminium, Stål                   | Brovaktarparken 59.34004, 18.01147                                          |                                |

## Nordvästra Kungsholmen
| Titel              | Konstnär(er)     | Årtal | Beskrivning | Typ - material       | Plats Koordinater                      | Bild               |
| ------------------ | ---------------- | ----- | ----------- | -------------------- | -------------------------------------- | ------------------ |
| Från bok till sten | Lisa Nordenström | 1990  |             | Granit och aluminium | Moa Martinsons torg koordinater saknas | Från bok till sten |

## Essingeöarna
| Titel               | Konstnär(er)   | Årtal | Beskrivning | Typ - material | Plats Koordinater                                      | Bild                |
| ------------------- | -------------- | ----- | ----------- | -------------- | ------------------------------------------------------ | ------------------- |
| Dansen kring granen | Fibben Hald    | 1990  |             | Stål           | Lilla Essingen, Montebellogatan 1-3 koordinater saknas | Dansen kring granen |
| Lövlyktor           | Mats Olofgörs  | 2007  |             | Brons          | Lilla Essingen, Primusgatan 77 & 87 koordinater saknas |                     |
| Vision              | Annie Wiberg   | 1974  |             | Brons          | Stora Essingen, Värdshusbryggan koordinater saknas     | Vision              |
| Tre moment          | Ivan Liljander | 1995  |             | Brons          | Stora Essingen, Essinge torg koordinater saknas        | Tre moment          |

## Tidigare utplacerade, men ej längre befintliga, offentliga konstverk
| Titel                | Konstnär(er)   | Årtal | Beskrivning | Typ - material | Tidigare plats Koordinater                        | Bild |
| -------------------- | -------------- | ----- | ----------- | -------------- | ------------------------------------------------- | ---- |
| Gosse som modellerar | Oscar Berg     | 1878  |             | marmor         | gården till Hantverkargatan 25 koordinater saknas |      |
| Tranor               | Jussi Mäntynen | 1958  |             | brons          | tidigare S:t Eriks sjukhuspark koordinater saknas |      |